# 格奥尔格·欧姆
格奥尔格·西蒙·欧姆（德語：Georg Simon Ohm，1789年3月16日—1854年7月6日），德国物理学家。欧姆发现了电阻中电流与电压的正比关系，即著名的欧姆定律；他还证明了导体的电阻与其长度成正比，与其横截面积和传导系数成反比；以及在稳定电流的情况下，电荷不仅在导体的表面上，而且在导体的整个截面上运动。电阻的国际单位制“欧姆”以他的名字命名。

## 生平

### 早年生活
歐姆1789年3月16日出生于德国埃尔朗根的一个锁匠世家，父親约翰·沃尔夫冈·歐姆是一位鎖匠，母親瑪莉亞·伊麗莎白·貝克是埃尔朗根的裁縫師之女。虽然歐姆的父母親從未受過正規教育，但是他的父親是一位受人尊敬的人，高水準的自學程度足以讓他給孩子們出色的教育。歐姆的一些兄弟姊妹們在幼年時期死亡，只有三個孩子存活下來，這三個孩子分別是他、他後來成為著名數學家的弟弟马丁·欧姆（1792年－1872年）和他的姊姊伊麗莎白·芭芭拉。他的母親在他十歲的時候就去世了。
幼年時期的初期，格奧爾格·西蒙和馬丁高程度的數學、物理、化學和哲學是受他們的父親所教。格奧爾格·西蒙在11歲至15歲時曾上埃朗根高級中學，在那裡他接受到了一點點科學知识的培養，並且感受到學校所教授的與父親所傳授的有着非常鮮明的不同。格奧爾格·西蒙·欧姆15岁时接受了埃尔朗根大學教授卡尔·克里斯蒂安·冯·兰格斯多弗的一次测试，他注意到歐姆在数学领域异于常人的出众天赋，他甚至在结论上写道，从锁匠之家将诞生出另一对伯努利兄弟。

### 大學生活
1805年，16岁的欧姆进入埃尔朗根大学学习数学、物理和哲学。他并没有把精力放在学习上，而是在跳舞、滑冰和台球上花费了大把的时间。欧姆的父亲对于欧姆如此浪费受教育的机会，而感到非常愤怒，于是把欧姆送到了瑞士。1806年9月，欧姆在Gottstadt bei Nydau的一所学校取得了数学教师的职务。

### 教學生涯
卡尔·克里斯蒂安·冯·兰格斯多弗在1809年离开埃尔朗根大学前往海德堡大学任教，欧姆提出希望跟他一起前往海德堡重新开始他的数学学习，但是蘭格斯多弗建议欧姆继续自学数学，并建议他阅读欧拉、拉普拉斯和拉克爾華的著作。欧姆接受了蘭格斯多弗的建议，一边任教一边继续自学数学。22岁时，欧姆回到埃尔朗根，并在1811年以论文《Licht und Farben》（光线和色彩）获得博士学位，此后在埃尔朗根做了3个学期的数学讲师。此后分别于1813年在班贝格、1817年在科隆、1826年在柏林的几家中学任教。
欧姆的主要研究兴趣在于当时仍没有被普遍研究的电学，1833年成为纽伦堡皇家综合技术学校的教授，1839年起担任该校的校长，1849年起任教于慕尼黑大学，1852年成为实验物理学教授。

### 逝世
欧姆逝世后葬于慕尼黑。

## 欧姆定律的发现
在1825年发表的第一篇论文中，欧姆研究了当电线长度增加时电磁力随之减小的现象，论文完全基于实验结果推导出了两者之间的数学关系。
从傅立叶对热传导规律的研究中受到启发，傅立叶发现导热杆中两点间的热流正比于这两点间的温度差，欧姆认为电流现象与热传导相似，便猜想导线中两点之间的电流也正比于这两点间的某种驱动力（即现在所称的电动势）。欧姆用亚历山德罗·伏打发明的伏打电池作为电源，后因电流不稳定而改用铋和铜的温差电池保证了电流的稳定性。为了解决测量电流大小的难题，欧姆先是利用电流的热效应，用热胀冷缩的方法来测量电流大小，但测量结果不精确，后来他把奥斯特关于电流磁效应的发现和库仑扭秤巧妙地结合起来设计了一个电流扭秤，让导线和连接的磁针平行放置，当导线中通过电流时，磁针的偏转角与导线中的电流成正比，即代表了电流的大小。
在1826年的两篇重要论文中，欧姆建立了电传导的数学模型和表达式。在这两篇论文中，欧姆由先前根据实验结果推导出的结果，进而提出法则，解释直流电研究的结果，成为欧姆在接下来几年发表完整理论前重要的第一步。
著名的“欧姆定律”发表在1827年的《Die galvanische Kette, mathematisch bearbeitet》（直流电路的数学研究）中，欧姆在书中完整阐述了他的电学理论，给出了理解全书所需的数学背景知识，提出了电路分析中电流、电压及电阻之间的基本关系。虽然欧姆的这本书对电路理论研究和应用影响重大，但是在当时却受到了冷遇，直到1841年最终被皇家学会颁发的科普利奖章所承认。欧姆也在1842年成为皇家学会的一名外籍院士，1845年成为巴伐利亚科学与人文学院院士。

## 著作
欧姆的著作数目众多，其中最重要的是1827年发表的《Die galvanische Kette, mathematisch bearbeitet》（直流电路的数学研究），这部著作极大地影响了电流理论和应用的发展，在这本书中首次提出的电学定律也因此被命名为“欧姆定律”，而电阻器中电流与电压的正比关系即电阻的国际单位制也采用为“欧姆”。
欧姆重要的著作中包括：
- 《Grundlinien zu einer zweckmäßigen Behandlung der Geometrie als höheren Bildungsmittels》（几何学指导的高等教育备课材料），埃尔朗根，1817年，（PDF, 11.2 MB）

- 《Die galvanische Kette : mathematisch bearbeitet》（直流电路的数学研究），柏林，1827年，（PDF, 4.7 MB）

- 《Elemente der analytischen Geometrie im Raume am schiefwinkligen Coordinatensysteme》（倾斜坐标系空间中的分析几何学元素），纽伦堡，1849年，（PDF, 81 MB）

- 《Grundzüge der Physik als Compendium zu seinen Vorlesungen》（物理学基础的课程概要），纽伦堡，1854年，(PDF, 38 MB)

## 外部連結
- 約翰·J·奧康納; 埃德蒙·F·羅伯遜, ,  （英语）